# Istituto Paolo Colosimo
L'Istituto statale di istruzione superiore "Paolo Colosimo" di Napoli, è un istituto superiore, situato in via Santa Teresa degli Scalzi, nei pressi del Museo Nazionale. È uno degli istituti più importanti d'Italia per l'avviamento al lavoro e la scolarizzazione dei ragazzi privi della vista. È intitolato al figlio di Gaspare Colosimo, morto il 24 maggio 1913.

## Storia
Venne fondato a Napoli nel 1916 quando divenne ente indipendente; in precedenza, dal 1892 era presente come filiale della Società Nazionale Regina Margherita pro ciechi di Firenze, un'istituzione di ricovero per non vedenti. Diventò una scuola professionale nel dopoguerra.
In epoca fascista accolse come convittori ragazzi che necessitavano di assistenza. 
Negli anni ha ospitato sino a 200 convittori che si sono per fortuna ridotti già a metà degli anni settanta del XX secolo. Indirizzati all'apprendimento del metodo braille sin dalla tenera età, i giovani dopo le scuole medie inferiori potevano scegliere se diplomarsi come centralinisti telefonici con un corso di due anni o di fisioterapista dopo un corso di tre anni. Molti ragazzi però proseguivano gli studi per indirizzarsi all'insegnamento, negli anni sono stati in molti a distinguersi finanche negli atenei ed in varie facoltà.
Attualmente l'istituto Paolo Colosimo ha integrato ragazzi vedenti insieme a quelli con problemi visivi, sia per ottemperare alle riforme scolastiche, sia perché grazie ai notevoli progressi in medicina il numero di persone affette da patologie oftalmiche è drasticamente diminuito.